# Sekazhi Cuo
Sekazhi Cuo (kinesiska: 色喀执错, 色卡执错) är en sjö i Kina. Den ligger i den autonoma regionen Tibet, i den sydvästra delen av landet, omkring 910 kilometer väster om regionhuvudstaden Lhasa. Sekazhi Cuo ligger 4 570 meter över havet. Arean är 18,1 kvadratkilometer. Trakten runt Sekazhi Cuo är ofruktbar med lite eller ingen växtlighet. Den sträcker sig 6,3 kilometer i nord-sydlig riktning, och 4,6 kilometer i öst-västlig riktning.
Genomsnittlig årsnederbörd är 418 millimeter. Den regnigaste månaden är januari, med i genomsnitt 77 mm nederbörd, och den torraste är april, med 11 mm nederbörd.